# Buffalo (U-Boot)
Die USS Buffalo (SSN-715), war ein Atom-U-Boot der Los-Angeles-Klasse (Flight I) der United States Navy, das von 1983 bis 2019 in Dienst stand. Es war die dritte Einheit der amerikanischen Marine, welche nach der Stadt Buffalo im US-Bundesstaat New York benannt war. 

## Geschichte
Der Bauauftrag für SSN-715 ging am 23. Februar 1976 an die Werft Newport News Shipbuilding in Virginia und die Einheit wurde am 25. Januar 1980 auf Kiel gelegt. Joanne Kemp führte die Schiffstaufe, 1983 wurde die Buffalo in Dienst gestellt.
1999 wurde die Buffalo zum Transport eines Dry Deck Shelters (DDS) umgebaut. Im Jahr 2002 wurde sie ins Trockendock der Pearl Harbor Naval Shipyard verlegt, wo ein Engineered Refueling Overhaul (Reaktorauffüllung) durchgeführt wurde. Die Buffalo war damit das erste U-Boot, bei dem diese Neubefüllung ihres Kernreaktors in Kombination mit einer Überholung auf Hawaii stattfand.
Ende November 2005 wurde von Bord des DDS erstmals ein Unterwasservehikel eingesetzt, das zur Aufklärung und satellitengesteuerten Datenübertragung verwendet wurde. Mitte 2006 verließ die Buffalo ihren Heimathafen und verbrachte sechs Monate im westlichen Pazifik. Im Sommer 2007 wechselte das U-Boot schließlich den Heimathafen von Hawaii und wurde in Apra Harbor auf Guam stationiert. 2009 folgte eine halbjährige Überholung in Pearl Harbor.